# Online petice
Podle českého právního řádu je petice žádost, návrh či stížnost ve věci veřejného či jiného společného zájmu. Petice má písemnou podobu, u které lze rozlišit dvě subkategorie: klasickou petici a petici elektronickou (Online petici). 
§ 1 Zákona o právu petičním stanovuje, že „petice nesmí vyzývat k porušování ústavy a zákonů, popírání nebo omezování osobních, politických nebo jiných práv občanů pro jejich národnost, pohlaví, rasu, původ, politické nebo jiné smýšlení, náboženské vyznání a sociální postavení, nebo k rozněcování nenávisti a nesnášenlivosti z těchto důvodů, anebo k násilí nebo hrubé neslušnosti.“ Dále pak petice nesmí zasahovat do nezávislosti soudu.
Elektronická petice (online petice, internetová petice) je rychlejším a jednodušším řešením než klasická písemná petice. Oproti klasické písemné petici není právně závazná, protože neobsahuje vlastnoruční podpisy občanů. Online petice však slouží k rychlému a okamžitému šíření na internetu a často proto má větší mediální dosah a morální dopad, než petice klasická, o které je těžší se doslechnout a kterou je také těžší podepsat. 

## Způsoby jak šířit online petici
Klíčovým faktorem u online petic je jejich šíření. Většinou se tak děje tzv. virálním způsobem, tedy petice je šířena jejími příznivci. Jedna z možností jak dobře šířit online petice je dobře cílená PPC kampaň. Ať pomocí Google AdWords, Skliku, ale také v dnešní dobře pomocí Facebooku, kde lze výborně nastavit cílové skupiny, které by mohla daná petice zajímat. Nejrychlejším sdílením je využití sociálních sítí (Facebook, Twitter, Google+). Odkaz je vložen na konkrétní online petici a se sdělení v duchu "Prosím o sdílení a podepsání této petice”. Petice lze efektivně šířit i pomocí emailu, či pomocí zpráv konkrétním osobám, které by o danou petici mohly mít zájem. Online petice se výborně sdílí mezi blízké, přátele, či kolegy, kteří sdílí myšlenku petice a jsou ochotni pomoct. 
Výborným a oblíbeným způsobem šíření online petice je vytvoření Facebookové události s odkazem na danou petici. V 
praxi se nejvíce osvědčil název události ve tvaru: Online petice: Název petice. Poté se do události pozvou přátele, ti se již budou moct postarat o takzvaný “řetězový 
efekt” v šíření události a tedy i dané petice. Další možností je vložení petice na webovou stránku nějakého politika nebo organizace, kterou uvidí spousta návštěvníků.
Média jsou nejsilnější zbraní v šíření online petice, jak dokazuje situace s online peticí proti prodloužení koncipientské praxe na pět let. 
Tyto možnosti se vzájemně doplňují a všechny mají mírně odlišnou cílovou skupinu. Obecně lze říci, že nejefektivnějším prostředkem jsou dnes sociální sítě.

## Události, ve kterých pomohly online petice
Úspěch petice není měřen pouze počtem podpisů, ale také tím, jakou si získala petice mediální a společenskou pozornost. Obecně platí, že šanci na reálný celorepublikový dopad mají pouze petice přesahující 1000 podpisů, na lokální úrovni však mohou mít velký vliv i petice s několika desítkami podpisů. 

### Boj proti prodloužení koncipientské praxe na pět let
Studenti práv se bouřili proti návrhu ČAK, která chtěla zvýšit nutnou koncipientskou praxi ze tří na pět let. Tento návrh zvedl bouři nevole, která vyústila ve tvorbu online petice, kterou podepsalo tisíce lidí. To zapříčinilo, že se o tuto událost začala zajímat média jako Televize PRIMA, Parlamentnilisty.cz, AC24.cz, E15.cz  a IHNED.cz

Dále a mimo jiné i na popud této online petice vzniklo Sdružení advokátních koncipientů, které dnes jedná s ČAK o přijatelné podobě případných změn v úpravě koncipientské praxe.

### Propuštění bývalého policejního prezidenta Petra Lessyho
Mnoho příslušníků policie, jejich rodin i dalších občanů se postavilo v různých online peticích na podporu bývalého policejního prezidenta Petra Lessyho. Online petice pomohly k medializaci této situace, nicméně stíhání Petra Lessyho obviněného z přečinu pravomoci úřední osoby a přečinu pomluvy stále ještě pokračuje.

### Za nejmenování Karolíny Peake do funkce ministra obrany ČR
Online petice založená v pátek 7.12.2012 pod názvem „Za nejmenování Karolíny Peake do funkce ministra obrany ČR“ zaznamenala silnou mediální aktivitu. K datu 10.12.2012 měla přes 1750 podpisů, na Facebooku ji sdílelo více než 2400 uživatelů a zaznamenala již také ohlasy v médiích.

### Petice proti představiteli KSČM v čele Karlovarského školství
Přesný název petice: „Nechceme politruka pohraniční stráže v čele zdevastovaného školství v Karlovarském kraji“. Autoři online petice vystupovali proti Václavovi Sloupovi a argumentují přitom minulostí tohoto krajského politika. Petice strhla velkou mediální bouři a přiměla představitele KSČM usednout s autory petice ke stolu k jednání. Koaliční ČSSD projevila zájem o převzetí postu radního pro školství, nicméně KSČM ani pan Sloup zatím nevyšli těmto požadavkům vstříc.

## Porovnání s jinými zeměmi
Online petice jsou považovány za možnou budoucí součást tzv. e-governmentu. Ve Velké Británii online petice se sto tisíci podpisy je již dnes příčinou pro zahájení debaty v dolní komoře parlamentu. V České republice zatím podobnou sílu má pouze klasická „papírová“ petice. V případě, že takováto petice dosáhla více než 10 tisíc podpisů, ujme se jejího projednávání Senát.

## České a zahraniční petiční platformy
- http://e-petice.cz/ - Bezplatná platforma pro založení online petice.
- https://jednat.cz/temata/petice/ – Nestranná platforma pro založení zdarma online petice.
- http://www.petice.biz/ - Další platforma pro založení online petice.
- https://web.archive.org/web/20151126054744/http://www.petice.net/ - Další platforma pro založení online petice.
- http://www.petice24.com/internetova-petice - Další platforma pro založení online petice
- http://change.org/ - Mezinárodní platforma pro založení online petice.